# Miko Mission
Miko Mission, właśc. Pier Michele Bozzetti (ur. 22 czerwca 1945 w Alessandrii) – włoski piosenkarz italo disco popularny w latach 1984–1987. Największy przebój: „How Old Are You?” (1984). Przed okresem italo disco muzyk tworzył i występował pod pseudonimami Don Miko oraz Miko.

## Dyskografia
Albumy Miko Mission
- 1999 – The Greatest Remixes – Hits

Single Miko Mission
- 1984 – „How Old Are You?”
- 1984 – „The World Is You”
- 1985 – „Two For Love”
- 1986 – „Strip Tease”
- 1987 – „Toc toc toc”
- 1988 – „I Believe”
- 1989 – „One Step To Heaven”
- 1989 – „Rock Me Round The World”
- 1994 – „I Can Fly”
- 1995 – „Mr Blue”
- 2010 – „Let It Be Love”